# گووی-اوگتال
گووی-اوگتال (به لاتین: Govi-Ugtaal) یک منطقهٔ مسکونی در مغولستان است که در استان دوندگاوی واقع شده‌است. گووی-اوگتال ۲٬۷۰۷ کیلومتر مربع مساحت دارد.